# شهریار (فلارد)
شهریار، روستایی در شهرستان فلارد در استان چهارمحال و بختیاری ایران است. شهریار بزرگترین روستای شهرستان فلارد می‌باشد این روستا از شمال با روستای چهارده و از جنوب با روستای امیرانی ارتباط دارد 

## جمعیت
بر پایه سرشماری عمومی نفوس و مسکن در سال ۱۳۹۵، جمعیت این روستا برابر با۳.۸۰۰ نفر (۷۰۰ خانوار) بوده‌است و ساکنین این روستا عمدتا از طایفه جانکی،جلیلی هست.